# Війна з багатоликим звіром
"Війна з багатоликим звіром" (чеськ. Válka s mnohozvířetem) — науково-фантастичний роман чеського письменника Владіміра Парала. Твір уперше вийшов друком у 1983 році в Празі у видавництві «Československý spisovatel».

## Опис роману
Сюжет книги навіяний письменнику тривалим проживанням у північночеському місті Усті-над-Лабем, яке є великим центром чеської хімічної та інших видів важкої промисловості, та значно потерпало від великої кількості промислових викидів. Дія роману відбувається саме в цьому чеському місті. Роман написаний у характерному для творчості Парала, а також низки чехословацьких письменників 70—80-х років ХХ століття, постмодерністському стилі, і на фоні фантастичного антиутопічного сюжету з екологічною тематикою — поява чудовиськ, які виросли з велетенських звалищ відходів промислового виробництва по всьому світу, їх постійну модернізацію та еволюцію, та боротьбу людей із цими чудовиськами — описується боротьба людей за власне самовдосконалення, необхідність взаємовиручки людей, необхідність переоцінки життєвих цінностей окремого індивіда та відмови від частини бажань заради добробуту всього суспільства, а також відповідальності всього людства за збереження навколишнього середовища. У романі помітно також захоплення автора у період написання книги йогою та іншими східними способами керування психіки, адже одним із способів боротьби із чудовиськами письменник називає медитацію. У самому романі Владімір Парал вдається частково до іронії над тогочасним йому соціалістичним суспільством Чехословаччини, та навіть і до самоіронії, адже в романі говориться, що відносини чоловіка і жінки в реальному житті значно відрізняються від описаних в романах Парала, що є прямим посиланням на центральний у творчості письменника цикл «Чорна пенталогія». Сама назва роману є парафразом назви роману Карела Чапека «Війна з саламандрами», і сам роман Парал присвятив пам'яті Карела Чапека.

## Сюжет роману
Роман розпочинається із опису значного погіршення екологічних проблем як по цілому світу, так і в Чехословаччині. Через збільшення промислових викидів над найбільшими промисловими містами постійно висить смог, і самі викиди часто вже не піднімаються в повітря, а осідають великими купами брунатно-рудого кольору безпосередньо на землю, утворюючи мазутні купи. У Чехословаччині найбільш помітними ці проблеми є в індустріальному центрі Усті-над-Лабем. Дітей та людей похилого віку розпочинають евакуйовувати в гори на висоту не меншу ніж 700 метрів, куди не можуть піднятися шкідливі випари. Герої роману розпочинають боротьбу з купами викидів. Одночасно людям доводиться покидати свої квартири, та переселятися до сусідів у зв'язку з економією електроенергії та тепла. У купах викидів розпочинають матеріалізовуватися велетенські істоти, складені з цих викидів, які розпочинають нападати на людей. За допомогою різних механічних засобів люди перемагають мазутових звірів, одночасно приходить повідомлення про те, що рівень небезпичних викидів у атмосфері почав знижуватися. Люди розпочинають прибирати рештки мазутових куп, евакуйовані діти та люди похилого віку повертаються додому, люди нарешті можуть повернутися до своїх квартир. Проте поступово на шкірі в людей починають з'являтися якісь коричневі утвори, які поступово збільшуються в розмірах. При їх появі люди стають байдужими до роботи, мистецтва, набуття нових знань, їх цікавить лише їжа, пиття, сексуальні утіхи. Стає зрозумілим, що ці мазутові звірі, яких люди перемогли в боротьбі на відкритій місцевості, проникають усередину тіла людини, змінюючи її сутність. Міжнародні дослідники дають цьому явищу латинську назву Multibestia incorporata, тобто Багатозвір утілений. Люди вимушені шукати засоби боротьби з цим новим видом звіра, найкращим з яких виявляється аутогенне тренування, добре допомагають також значні фізичні навантаження. Проте частина людей зовсім не хочуть боротися із проникненням мазутного звіра до їх тіла, навіть навчились споживати частинки цих звірів у їжу, отримуючи при цьому відчуття, подібні до наркотичного сп'яніння. Частина людей, найбільш значно заражених мазутним звіром, кидають роботу та своє житло, об'єднуються у банди, які живуть із грабунку інших людей та покинутих квартир. Лише за допомогою велетенських зусиль люди поступово повертаються до нормального життя, хоча в кінці роману висловлюється думка, що при виникненні сприятливих умов багатозвір може знову повернутися вже в новій формі.

## Переклади
Роман «Війна з багатоликим звіром» перекладений українською мовою 1988 року, та опублікований у журналі «Всесвіт» у № 8—10 за 1988 рік. Німецькою мовою роман перекладений у 1987 році, та вийшов під назвою «Der Krieg mit dem Multitier». Угорською мовою роман перекладений у 1989 році, та вийшов під назвою «Harc a bestiával».

## Переклад українською
- Владімір Парал. Війна з багатоликим звіром. Переклад з чеської: Олексій Зарицький та Галина Сиваченко. Київ: Журнал «Всесвіт», 1988. № 8 — с.2-61; № 9 — с.49-93; № 10 — с.70-101